# Вељки Клиж
Вељки Клиж (слч. Veľký Klíž) насељено је мјесто са административним статусом сеоске општине (слч. obec) у округу Партизанске, у Тренчинском крају, Словачка Република.

## Становништво
| Година:    | 1994. | 2004.    | 2014.   | 2024.   |
| ---------- | ----- | -------- | ------- | ------- |
| Број људи: | 1018  | 916      | 894     | 845     |
| Разлика:   |       | -10,01 % | -2,40 % | -5,48 % |

| Година:    | 2023. | 2024.   |
| ---------- | ----- | ------- |
| Број људи: | 847   | 845     |
| Разлика:   |       | -0,23 % |

Према подацима о броју становника из 2011. године насеље је имало 918 становника.